# مسجد دباغخانه
مسجد دباغ خانهٔ اهر مربوط به دوره قاجار است و در اهر، خیابان رسالت، کوچه دباغخانه واقع شده و این اثر در تاریخ ۱۸ اسفند ۱۳۸۷ با شمارهٔ ثبت ۲۵۱۹۰ به‌عنوان یکی از آثار ملی ایران به ثبت رسیده است.